# Nicolae Moga
Nicolae Moga, né le 25 octobre 1952 à Constanța, est un homme politique roumain, membre du Parti social-démocrate (PSD).

## Biographie
Devenu ministre de l'Intérieur le 24 juillet 2019, le jour-même de sa prise de fonction a lieu une affaire d'enlèvement et de viol d'une jeune adolescente de 15 ans. Celle-ci ayant contacté la police au moyen du téléphone de son ravisseur, la police met du temps à intervenir et la victime est retrouvée morte. Le 28 juillet, le chef de la police Ioan Buda est limogé, de même que le directeur du Service des télécommunications spéciales (STS), Ionel Vasilca. Trois chefs de la police du județ d'Olt et huit policiers font l'objet de sanctions disciplinaires. Finalement, Moga démissionne deux jours plus tard.